# William Greenwell
William Greenwell (ur. 23 marca 1820, zm. 27 stycznia 1918) – angielski archeolog. W roku 1867 pracował podczas wykopalisk kurhanów w Yorkshire Wolds razem z Augustusem Pitt-Riversem.